# Joel (Frangakos)
Joel, imię świeckie Panajotis Frangakos (ur. 1949 w Nikiei) – duchowny Greckiego Kościoła Prawosławnego, od 2002 metropolita Edesy, Pelli i Almopii.

## Życiorys
Święcenia diakonatu przyjął 1 września 1975, a prezbiteratu 1 czerwca 1979. Chirotonię biskupią otrzymał 15 października 2002.